# Siklós

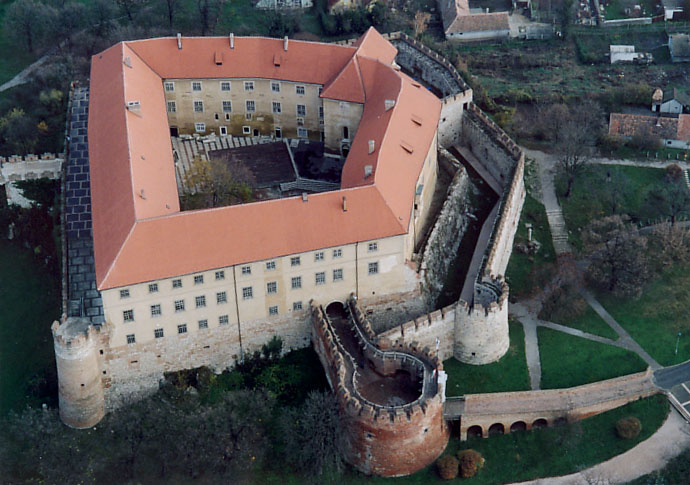
Siklós' slott.

Siklós är en mindre stad i Ungern.